# Rue de l'Est (ancienne voie de Paris)

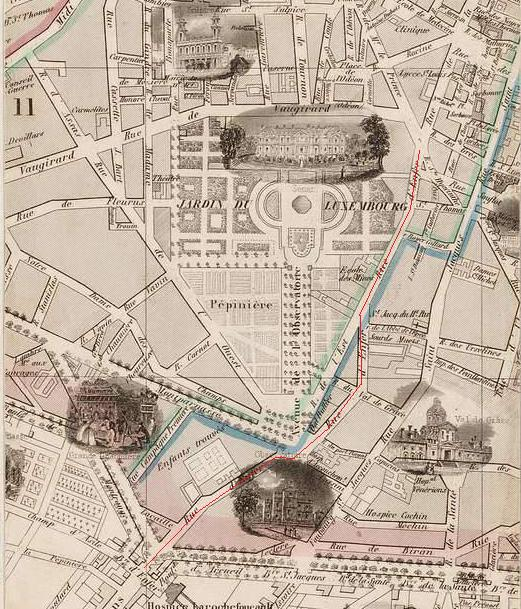
La rue de l'Est sur un plan de 1857.

La rue de l'Est est une ancienne voie de Paris. Elle disparait dans les années 1860-1870 lors du percement du boulevard Saint-Michel.
Elle ne doit pas être confondue avec la rue de l'Est, voie du 20e arrondissement.

## Situation
Orientée nord-sud, la rue de l'Est prolongeait l'axe formé par les rues de la Harpe et d'Enfer, vers le sud, où elle constituait la limite entre l'ancien 12e arrondissement, quartier de l'Observatoire, et l'ancien 11e arrondissement, quartier du Luxembourg.
Longue de 352 m et large de 14 m, elle commençait, en 1844, au niveau des 46-48, rue d'Enfer et finissait au carrefour de l'Observatoire. Le dernier numéro impair était le 33. Il n'existait aucun numéro pair car la rue bordait la pépinière plantée à l'emplacement de l'enclos abandonné par les Chartreux qui s'étendait jusqu'à l'ancienne rue de l'Ouest (quartier du Luxembourg).

## Origine du nom
L'origine du nom de cette voie vient du fait qu'elle se trouvait à l'est du jardin du Luxembourg, l'actuelle rue d'Assas, ouverte au même moment, étant à l'origine dénommée « rue de l'Ouest ».

## Historique
En 1790, l'ordre des Chartreux est supprimé. La chartreuse de Paris est confisquée et vendue comme bien national. Une loi du 27 germinal l'an VI (16 avril 1798) prévoit le percement de plusieurs voies à l'emplacement de l'enclos des Chartreux : avenue de l'Observatoire, rue de l'Ouest (actuelle rue d'Assas) et rue de l'Est. L'espace entre la rue de l'Est et l'avenue de l'Observatoire n'est pas loti afin d'y établir une pépinière.
En 1859 est déclaré d'utilité publique le prolongement du boulevard Sébastopol (rive gauche) (actuel boulevard Saint-Michel), de la place Saint-Michel au carrefour de l'Observatoire, par l'élargissement à 30 m de la rue d'Enfer et de la rue de l'Est et isolément du jardin du Luxembourg du côté de la rue d'Enfer. La rue de l'Est est alors absorbée par ce nouveau boulevard.

## Bâtiments remarquables et lieux de mémoire
- No 3 rue de l'Est :

— depuis au moins 1826 et jusqu'en 1830, domicile du sculpteur Pierre Cartellier (1757-1831), membre de l'Institut (1810), professeur à l'École des beaux-arts (1816), chevalier de l'ordre de Saint-Michel (1824). Il meurt en 1831 au no 7 dans sa maison dans laquelle loge sa fille aînée, épouse Petitot (voir à ce numéro).
- No 5 rue de l'Est :

— en 1827, domicile du peintre François-Joseph Heim (1787-1865) et d'Alexandrine-Françoise-Charlotte Cartellier (1806-1825), dite Fanny, son épouse qui meurt en décembre 1825, à l'âge de 19 ans « en sa maison, rue de l'Est, no 5 » laissant leur fille Joséphine Heim orpheline de mère. Elle est inhumée au cimetière du Père-Lachaise. François-Joseph Heim était par cette union gendre du sculpteur Pierre Cartellier (1757-1831) et beau-frère par alliance du sculpteur Louis Petitot (1794-1862) qui était marié avec la sœur aînée de la défunte (voir ci-dessous). Les relations qu'il entretient ultérieurement avec son ex belle-famille sont peu suivies. Ni lui, ni sa fille ne sont mentionnés dans le billet d'enterrement de Pierre Cartellier.
- No 7 rue de l’Est (voir : boulevard Saint-Michel no 115) :

— en 1827et au moins jusqu'en 1835, adresse de Louis Petitot (1794-1862), sculpteur, chevalier de la Légion d'honneur (1828), fils de Pierre Petitot (1760-1840) et gendre de Pierre Cartellier (1757-1831), son ancien professeur dont il avait épousé la fille aînée, l'artiste peintre Julie-Angélique Cartellier (1795-1842). Celle-ci meurt en janvier 1842 « en sa maison, rue de l'Est, no 7 », paroisse Saint-Sulpice, laissant Petitot veuf avec leur fils commun adulte prénommé Jules
— en 1927 et au moins jusqu'en 1833, adresse du sculpteur Jean-Baptiste Roman (1792-1835), membre de l'Institut (1831)
— en 1827 et au moins jusqu'en 1836, adresse de Bernard-Gabriel Seurre, dit Seurre aîné (1795-1867), sculpteur, prix de Rome (1828), également ancien élève de Pierre Cartellier
— Charles Émile Seurre, dit Seurre jeune (1798-1858), sculpteur, prix de Rome (1824), frère du précédent et comme celui-ci et Petitot, ancien élève de Pierre Cartellier y loge aussi
— en 1827 et au moins jusqu'en 1832,, adresse d'Eugène Devéria (1805-1865), peintre (atelier du quatrième étage, il y peignit La naissance de Henri IV, présenté au salon de 1827)
— en 1827 et au moins jusqu'en 1832, adresse de Louis Boulanger (1806-1867), peintre (atelier du quatrième étage qu'il partageait avec Devéria), il y peignit Le supplice de Mazeppa, présenté au salon de 1827)
— Julien Léopold Boilly (1796–1874), peintre et lithographe
— en 1831, Pierre Cartellier (1757-1831) meurt dans cette maison que les époux Petitot recueilleront en héritage
- domicile, entre 1842 et 1844, de Gustave Flaubert.
- No 9 rue de l'Est :

— Maison où nait le 18 juin 1845 Charles Louis Alphonse Laveran, médecin militaire et parasitologiste ayant découvert en 1880 l'hématozoaire responsable du paludisme.
- No 33 rue de l'Est : vers 1857-1864, adresse de Jules Férat[26] (1829-1906), dessinateur illustrateur. Il a notamment illustré vingt-trois romans de Jules Verne. Il est aussi, entre autres, l'auteur d'une série de dessins réalisée durant le siège de Paris (1870-1871).